# 吉巴
吉巴（義大利語：Giba），是意大利撒丁大区南撒丁省的一个市镇。总面积34.65平方公里，人口2139人，人口密度61.7人/平方公里（2009年）。ISTAT代码为107007。